# Shahrestān di Dargaz
Lo shahrestān di Dargaz (farsi شهرستان درگز) è uno dei 28 shahrestān del Razavi Khorasan, il capoluogo è Dargaz. Lo shahrestān è suddiviso in 4 circoscrizioni (bakhsh):
- Centrale (بخش مرکزی)
- Chapeshlu (بخش چاپشلو), con la città di Chapeshlu.
- Lotfabad (بخش لطف‌آباد)
- Nowkhandan (بخش نوخندان), con la città di Now Khandan.